# Randy Mamola
Randy Mamola (San José, California, Estados Unidos, 10 de noviembre de 1959) es un expiloto de motociclismo de velocidad estadounidense. Se destacó en el Campeonato Mundial de Motociclismo en la década de 1980, donde corrió en los equipos de Yamaha, Suzuki, Honda y Cagiva.
En 500cc, Mamola ganó un total de 13 Grandes Premios y obtuvo 54 podios. Terminó subcampeón de la categoría en cuatro ocasiones: en 1980, 1981, 1984 y 1987; además fue tercero en 1983 y 1986, y sexto en 1982 y 1985.
En 2018 ficha como comentarista por la cadena de televisión Movistar MotoGP.

## Biografía

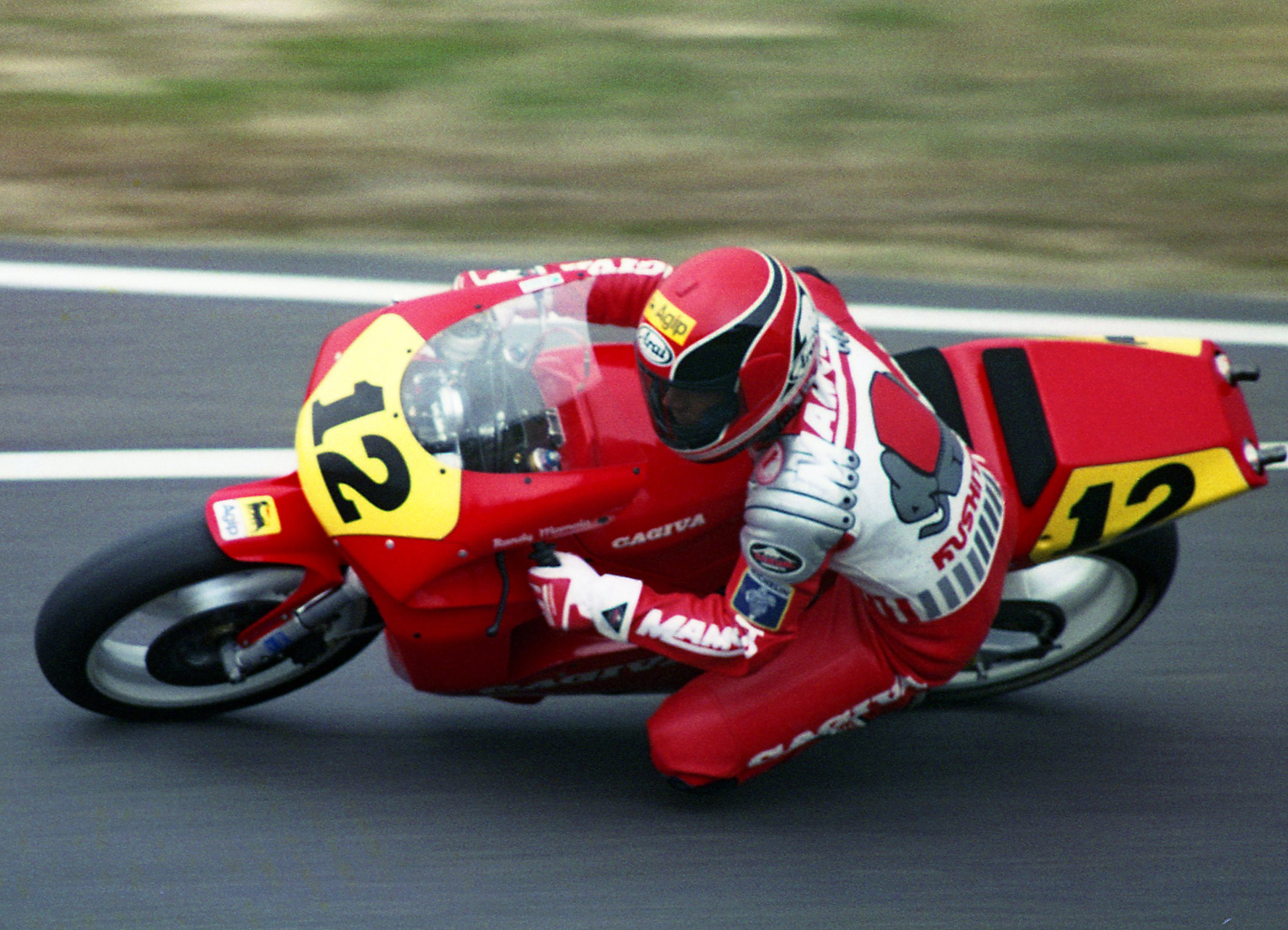
Mamola en el GP de Japón de 1989

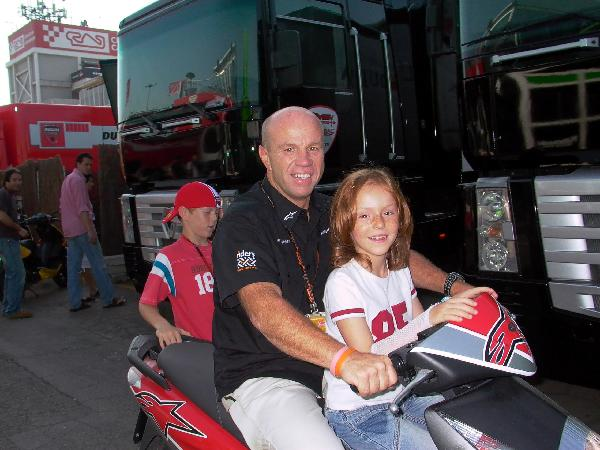
Randy Mamola en el Montmeló en 2006

La primera carrera de Mamola en el Campeonato del Mundo de 500cc fue en Suecia en 1979, pilotando una Yamaha. Su primera victoria en la categoría de 500cc fue en Bélgica en 1980 para Suzuki. Su último año en dicha marca fue 1983, tras lo cual disputó las temporadas 1984 y 1985 para Honda.
Mamola corrió con el equipo Yamaha de Kenny Roberts en 1986 y 1987. Cuando lo abandonó, se marchó a Cagiva para desarrollar su motocicleta de 500cc para el Campeonato del Mundo. Estuvo en Cagiva tres años, pero obtuvo un solo podio y los problemas económicos hicieron terminar su relación con el equipo. La temporada de 1991 no participó en el Campeonato del Mundo. El estadounidense volvió en 1992, que fue su última temporada, corriendo este año con una Yamaha privada del equipo Budweiser Racing.
Posteriormente, Mamola trabajó como comentarista en las competiciones del Campeonato del Mundo de Velocidad para la cadena de televisión Movistar MotoGP. Mantiene su carácter abierto y bienhumorado que siempre le ha caracterizado y que le hizo tan popular en su época de actividad.

## Trabajo en ONG

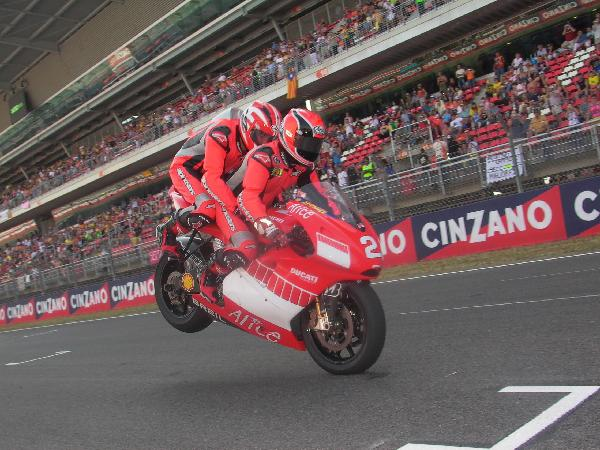
Mamola pilotando la Ducati Desmosedici biplaza en el Circuito de Montmeló en 2006

Randy Mamola empezó a colaborar económicamente con Save the Children en 1986. En viajes a África, vio que las motocicletas que se usaban para el transporte de material sanitario en áreas remotas se averiaban y abandonaban por no poder mantenerlas. En 1996, fue uno de los fundadores de Riders for Health, una organización que ofrecía motocicletas y entrenamiento a proyectos que diesen servicios sanitarios a la población rural africana. Sus actividades para recaudar fondos para esta organización incluye el pilotar antes de los Grandes Premios una Ducati Desmosedici de Moto GP de dos asientos llevando en ella a personas famosas o influyentes que colaboren con su organización.

## Resultados en el Campeonato del Mundo
Sistema de puntuación desde 1969 hasta 1987:
| Posición | 1.º | 2.º | 3.º | 4.º | 5.º | 6.º | 7.º | 8.º | 9.º | 10.º |
| Puntos   | 15  | 12  | 10  | 8   | 6   | 5   | 4   | 3   | 2   | 1    |

Sistema de puntuación desde 1988 hasta 1991:
| Posición | 1.º | 2.º | 3.º | 4.º | 5.º | 6.º | 7.º | 8.º | 9.º | 10.º | 11.º | 12.º | 13.º | 14.º | 15.º |
| Puntos   | 20  | 17  | 15  | 13  | 11  | 10  | 9   | 8   | 7   | 6    | 5    | 4    | 3    | 2    | 1    |

Sistema de puntuación en 1992:
| Posición | 1.º | 2.º | 3.º | 4.º | 5.º | 6.º | 7.º | 8.º | 9.º | 10.º |
| Puntos   | 20  | 15  | 12  | 10  | 8   | 6   | 4   | 3   | 2   | 1    |

### Carreras por año
(Carreras en negrita indica pole position; Carreras en cursiva indica vuelta rápida)
| Año  | Clase | Equipo                             | Moto      | 1       | 2       | 3       | 4       | 5       | 6       | 7       | 8       | 9       | 10      | 11      | 12      | 13      | 14      | 15      | Pts. | Pos. |
| ---- | ----- | ---------------------------------- | --------- | ------- | ------- | ------- | ------- | ------- | ------- | ------- | ------- | ------- | ------- | ------- | ------- | ------- | ------- | ------- | ---- | ---- |
| 1979 | 250cc | Bimota                             | Adriatica | VEN 5   |         | ALE 2   | NAC 2   |         |         |         |         |         |         |         |         |         |         |         | 64   | 4.º  |
| 1979 | 250cc | Zago-Yamaha                        | TZ250     |         |         |         |         | ESP 8   | YUG 10  | NED 7   | BEL DNS | SUE Ret | FIN Ret | GBR 2   | CHE 5   | FRA 4   |         |         | 64   | 4.º  |
| 1979 | 350cc | Yamaha                             | TZ350     | VEN 13  | AUT Ret | ALE Ret | NAC Ret | ESP -   | YUG Ret | NED -   |         |         | FIN -   | GBR -   | CZE -   | FRA -   |         |         | 0    | -    |
| 1979 | 500cc | Zago-Suzuki                        | RG500     | VEN -   | AUT -   | ALE -   | NAC -   | ESP -   | YUG -   | NED 13  | BEL DNS | SUE 6   | FIN 2   | GBR Ret |         | FRA 2   |         |         | 29   | 8.º  |
| 1980 | 500cc | Heron-Suzuki                       | RG500     | NAC Ret | ESP 3   | FRA 2   | NED 5   | BEL 1   | FIN 4   | GBR 1   | ALE 5   |         |         |         |         |         |         |         | 72   | 2.º  |
| 1981 | 500cc | Heron-Suzuki                       | RG500     | AUT 1   | ALE 2   | NAC Ret | FRA 2   | YUG 1   | NED Ret | BEL 3   | RSM 4   | GBR 3   | FIN 2   | SUE 13  |         |         |         |         | 94   | 2.º  |
| 1982 | 500cc | HB-Suzuki                          | RG500     | ARG Ret | AUT 7   | FRA -   | ESP Ret | NAC Ret | NED 5   | BEL 5   | YUG 7   | GBR 5   | SUE 5   | RSM 2   | ALE 1   |         |         |         | 65   | 6.º  |
| 1983 | 500cc | HB-Suzuki                          | RG500     | RSA 5   | FRA Ret | NAC 2   | ALE 7   | ESP 4   | AUT 3   | YUG 2   | NED 4   | BEL 3   | GBR 3   | SUE 7   | RSM 5   |         |         |         | 89   | 3.º  |
| 1984 | 500cc | Team HRC                           | NS500     | RSA -   | NAC -   | ESP 2   | AUT 3   | ALE 3   | FRA 3   | YUG 2   | NED 1   | BEL 2   |         | SWE Ret | RSM 1   |         |         |         | 111  | 2.º  |
| 1984 | 500cc | Team HRC                           | NSR500    |         |         |         |         |         |         |         |         |         | GBR 1   |         |         |         |         |         | 111  | 2.º  |
| 1985 | 500cc | Rothmans-Honda                     | NSR500    | RSA 5   | ESP Ret | ALE 8   | NAC 4   | AUT 4   | YUG Ret | NED 1   | BEL Ret | FRA 3   | GBR 5   | SUE 5   | RSM 3   |         |         |         | 72   | 6.º  |
| 1986 | 500cc | Lucky Strike-Yamaha                | YZR500    | ESP 4   | NAC 2   | ALE 6   | AUT 3   | YUG 2   | NED 2   | BEL 1   | FRA 2   | GBR 5   | SUE 8   | RSM 3   |         |         |         |         | 105  | 3.º  |
| 1987 | 500cc | Lucky Strike-Yamaha                | YZR500    | JAP 1   | ESP 6   | ALE 2   | NAC Ret | AUT 2   | YUG 2   | NED 3   | FRA 1   | GBR 3   | SUE 3   | CHE 4   | RSM 1   | POR 2   | BRA 3   | ARG 2   | 158  | 2.º  |
| 1988 | 500cc | Cagiva                             | GP500     | JAP Ret | USA DNS | ESP -   | EXP -   | NAC 7   | ALE Ret | AUT Ret | NED Ret | BEL 3   | YUG 4   | FRA 6   | GBR 11  | SUE 10  | CHE Ret | BRA Ret | 58   | 12.º |
| 1989 | 500cc | Cagiva                             | GP500     | JAP 16  | AUS Ret | USA Ret | ESP Ret | NAC DNS | ALE 12  | AUT Ret | YUG 7   | NED 11  | BEL 23  | FRA 11  | GBR -   | SUE -   | CHE 11  | BRA 11  | 33   | 18.º |
| 1990 | 500cc | Cagiva                             | GP500     | JAP Ret | USA 7   | ESP -   | NAC 7   | ALE 9   | AUT 10  | YUG Ret | NED 18  | BEL Ret | FRA 7   | GBR 6   | SUE Ret | CHE 11  | HUN Ret | AUS -   | 55   | 14.º |
| 1992 | 500cc | Glob. Motorsports-Budweiser Racing | YZR500    | JAP 5   | AUS 8   | MAL 7   | ESP 8   | ITA 10  | EUR 9   | ALE Ret | NED 5   | HUN 3   | FRA 8   | GBR Ret | BRA 10  | RSA Ret |         |         | 45   | 10.º |